# Pothyne niasica
Pothyne niasica là một loài bọ cánh cứng trong họ Cerambycidae.